# Лежайськ (гміна)
Гміна Лежайськ (пол. Gmina Leżajsk) — сільська гміна у східній Польщі. Належить до Лежайського повіту Підкарпатського воєводства.
Станом на 31 грудня 2011 у гміні проживало 20051 особа.

## Територія
Згідно з даними за 2007 рік площа гміни становила 198.50 км², у тому числі:
- орні землі: 62.00%
- ліси: 26.00%

Таким чином, площа гміни становить 34.05% площі повіту.

## Населення
Станом на 31 грудня 2011:
| Опис     | Загалом | Загалом | Чоловіки | Чоловіки | Жінки | Жінки |
| -------- | ------- | ------- | -------- | -------- | ----- | ----- |
| одиниця  | осіб    | %       | осіб     | %        | осіб  | %     |
| все      | 20051   | 100     | 9980     | 49.77    | 10071 | 50.23 |
| міське   | 0       | 100     | 0        |          | 0     |       |
| сільське | 20051   | 100     | 9980     | 49.77    | 10071 | 50.23 |

## Солтиства
Береза Королівська, Халупки Дубнянські, Дубно, Ґідлярева, Гвіздів-Бідачів, Гутисько, Малениська, Пискоровичі, Прихоєць, Жухів, Старе Місто, Віравиці

## Сусідні гміни
Гміна Лежайськ межує з такими гмінами: Адамівка, Ґродзісько-Дольне, Жолиня, Курилувка, Кшешув, Лежайськ, Нова Сажина, Ракшава, Сінява, Триньча.